# Mijritchtchia
Mijritchtchia ou Mejdouretchie (en ukrainien : Міжріччя ; en russe : Междуречье en français : Mijritchtchia ou Mejdouretchié; se traduisant littéralement par : entre les rivières) est un village du raïon de Théodosie en république autonome de Crimée, en Ukraine, occupée par la Russie depuis 2014, un territoire reconnu par une majorité de pays comme faisant partie de l'Ukraine et annexé par la Russie sous le nom de République de Crimée.
Mijritchtchia est située sur la rive sud de la Crimée dans les montagnes de Crimée à une altitude de 198 m. Sa population était de 510 habitants lors du recensement ukrainien de 2001. La population est de 519 habitants (recensement de 2014).

## Histoire
Auparavant, le village était connue sous le nom  d'Ai-Serez (en tatar de Crimée : Ay Serez). À la suite de la déportation forcée des Tatars de Crimée en 1944, le présidium du Soviet suprême de la RSFSR de Russie a publié un décret le 18 mai 1948 renommant la colonie ainsi que de nombreuses autres à travers la Crimée de leurs noms tatars de Crimée d'origine à leurs variantes actuelles.

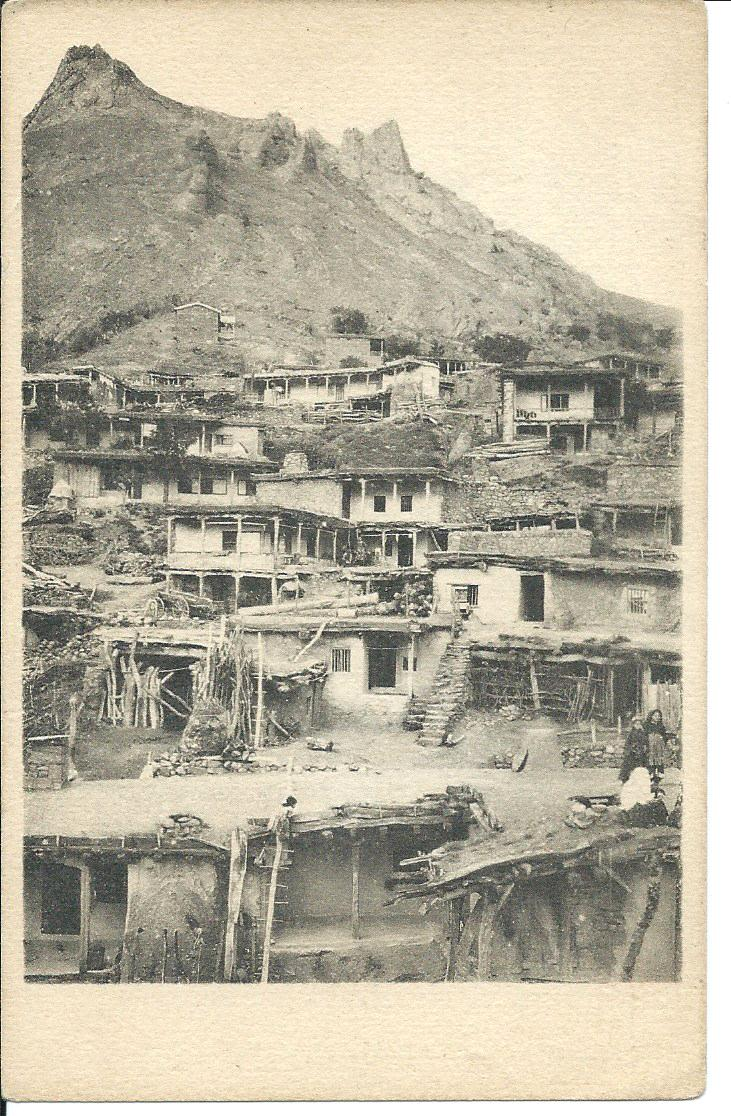
Ai-Ceres en 1925.

En 1886, le village d'Ai-Serez était situé dans le volost de Taraktash du povit de Feodosia du gouvernorat de Tauride. À cette époque, la colonie comptait 655 habitants et comptait deux mosquées. Lors du recensement de l'Empire russe de 1897, la population s'élevait à 1 464 habitants, dont 1 458 appartenaient à la confession musulmane.

## Les habitants de Mijritchtchia
- Moustafa Djemilev, ancien président de l'Assemblée des Tatars de Crimée, député depuis 1998.
- Abdurakhman Chubarov, père de Refat Tchoubarov, actuel président de l'Assemblée des Tatars de Crimée[5].